# 2014 v letectví
Tento článek obsahuje seznam událostí souvisejících s letectvím, které proběhly roku 2014.

## Události
- 1. října – Letecká operační skupina 630 (anglicky Air Task Group 630) Royal Australian Air Force se zapojila do bojů proti hnutí Daeš na území Iráku.[1]

## Ztracená letadla
Dne 8. 3. 2014 v 1:22 tamního času se ztratil let Malaysia Airlines 370 (MH 370), letící z Mezinárodního letiště Kuala Lumpur na Letiště Peking, kam však nedoletěl. Pátrání po letounu bylo bezvýsledné, a 17. ledna 2017 bylo zastaveno.

## Sestřelená letadla
Dne 17. 7. 2014 zhruba ve 13:15 UTC se uskutečnil poslední kontakt s letem Malaysia Airlines 17 (MH 17), letící z amsterdamského letiště Schiphol v Nizozemsku směrem na Mezinárodní letiště Kuala Lumpur. Podle závěru šetření mezinárodní vyšetřovací komise v roce 2016 byl letoun sestřelen raketou protiletadlového systému 9K37 Buk, dopraveného z Ruska, která byla vystřelená z území drženého proruskými separatisty.
Až několik desítek letadel ztratilo také Ukrajinské letectvo.